# Индийско-эфиопские отношения

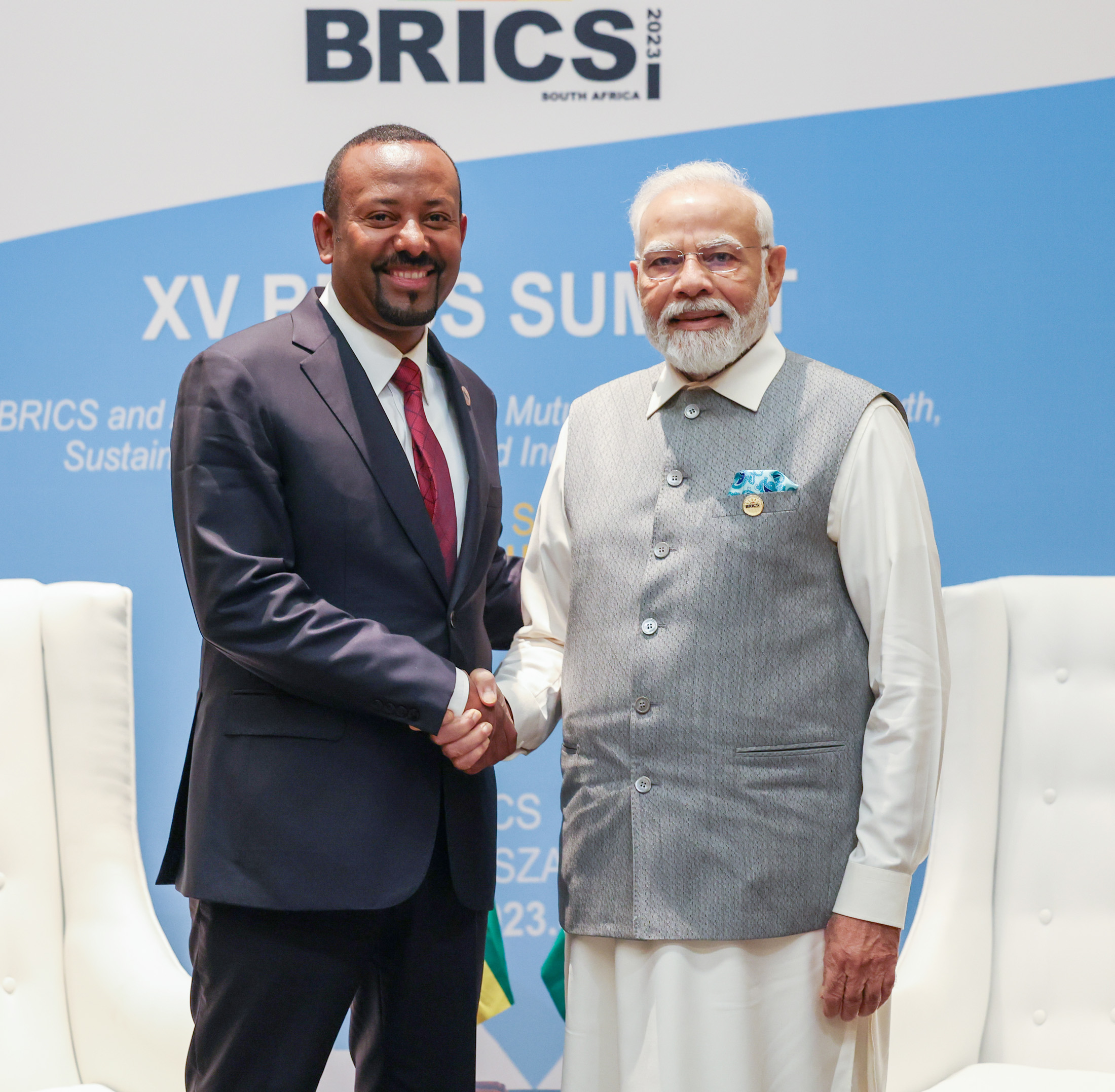
Премьер-министр Эфиопии Абий Ахмед Али с премьер-министром Индии Нарендрой Моди на 15-м саммите БРИКС в ЮАР, 24 августа 2023 года.

Индийско-эфиопские отношения существуют уже почти два тысячелетия. Современные дипломатические отношения между Индией и Эфиопией были установлены на уровне миссий в июле 1948 года, после обретения Индией независимости. В 1952 году отношения были подняты до уровня послов. Индия имеет посольство в Аддис-Абебе, а Эфиопия — в Нью-Дели. Две страны поддерживают тесные и дружеские отношения: Индия поддерживает усилия Эфиопии по развитию, в то время как Эфиопия поддерживает интересы Индии, такие как её претензия на постоянное место в Совете Безопасности Организации Объединённых Наций. Индия и Эфиопия разделяют общее понимание таких вопросов, как трансграничный международный терроризм, необходимость и направление реформы Организации Объединённых Наций, а также важность действий по борьбе с изменением климата. 

## История
Торговля и контакты между людьми существовали между Индией и Эфиопией на протяжении почти двух тысячелетий. Клад монет кушанского периода был найден при раскопках Дэбрэ-Дамо на севере Эфиопии. Начиная со времен Аксумского государства, в VI веке индийцы торговали с эфиопами шёлком, специями, золотом и слоновой костью. Помощь португальцев королю Эфиопии в XVI веке привела к прибытию в Эфиопию людей из Гоа. Британские интервенции в Эфиопию в 1868 году под командованием генерала Роберта Нейпира с целью освобождения европейских дипломатов, заключённых в тюрьму императором Теодросом II, и в 1941 году, положившие конец итальянской оккупации, в обоих случаях включали в себя крупные контингенты индийских солдат, сражавшихся в составе войск под командованием британцев. 
Эфиопия также была домом для значительной индийской диаспоры, состоящей из торговцев и ремесленников, которые обосновались там во второй половине XIX века. Во время правления императора Хайле Селассие большое количество индийских учителей отправилось в Эфиопию, что привело к развитию значительной доброжелательности к Индии среди эфиопов. Считается, что община сидди на западном побережье Индии имеет эфиопское происхождение. Родившийся в Эфиопии Малик Амбар правил султанатом Ахмаднагар в регионе Декан в Индии в XVII веке и является почитаемой фигурой среди сидди Гуджарата.

## Политические связи
Во время итальянского вторжения в Эфиопию Джавахарлал Неру призвал к солидарности с Абиссинией, отметив, что «Мы в Индии ничего не можем сделать, чтобы помочь нашим братьям, терпящим бедствие в Эфиопии, поскольку мы также являемся жертвами империализма, но мы с ними сегодня в их скорби, и мы надеемся быть вместе, когда наступят лучшие дни». После обретения Индией независимости в 1947 году она направила миссию доброй воли в Эфиопию, и дипломатические отношения были установлены в следующем году. В 1950 году страны оформили свои дипломатические отношения, и Сардар Сант Сингх был назначен первым послом Индии в Эфиопии. С тех пор две страны обменялись несколькими визитами на уровне глав государств: император Хайле Селассие, полковник Менгисту Хайле Мариам и бывший премьер-министр Мелес Зенауи посетили Индию с государственными визитами. Президенты С. Радхакришнан и В. В. Гири, вице-президент Закир Хусейн и бывший премьер-министр Манмохан Сингх возглавили государственные визиты Индии в Эфиопию. 
Связи Эфиопии с Индией были особенно крепкими при премьер-министре Мелесе Зенауи, который поддерживал Индию, считая, что рост этой страны благоприятен для экономического роста Эфиопии. Бывший премьер-министр Эфиопии Хайлемариам Десалень и первая леди страны получили образование в Индии. Второй саммит Форума Индия-Африка состоялся в Аддис-Абебе в мае 2011 года, в нём приняли участие 15 глав государств из разных африканских стран. Это также был первый раз, когда Индия принимала участие в таком мероприятии за рубежом.

## Экономические отношения

### Двусторонняя торговля и инвестиции

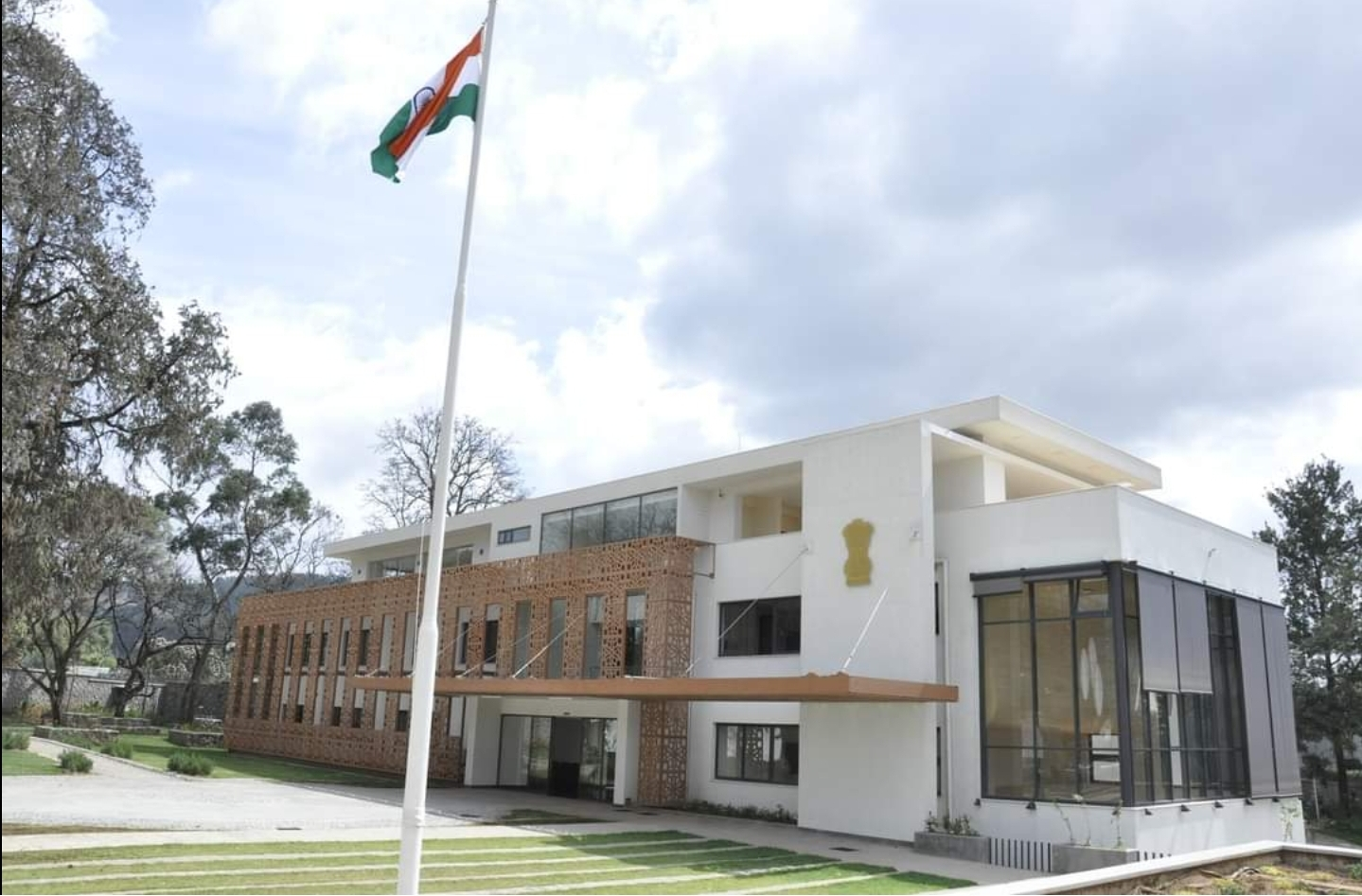
Посольство Индии в Аддис-Абебе

По данным базы данных ООН COMTRADE по международной торговле, экспорт Индии в Эфиопию в 2021 году составил 723,45 млн долларов США. Объём торговли между двумя странами в 2011-2012 годах составил 660 миллионов долларов США, а к 2015 году ожидалось, что он достигнет 1 миллиарда долларов США. Индийский экспорт в Эфиопию состоит из лекарств и фармацевтических препаратов, стали, машин, продуктов питания, изделий из пластика и линолеума, бумаги, текстиля, химикатов и транспортного оборудования. Импорт Индии из Эфиопии включает необработанные шкуры, бобовые, масличные семена, специи, кожу и металлолом. 
Индия является вторым по величине источником прямых иностранных инвестиций в Эфиопию с объёмом инвестиций в размере $5 млрд. Индийские инвестиции в Эфиопию к 2015 году составили $10 млрд., а в 2011 году Индия одобрила инвестиции на сумму $4,78 млрд. 

### Экономическое сотрудничество
Индия и Эфиопия подписали Двустороннее соглашение о поощрении и защите инвестиций в 2007 году и Соглашение об избежании двойного налогообложения в 2011 году для содействия взаимной торговле и инвестициям. На Втором саммите Индо-Африканского форума тогдашний премьер-министр Индии Манмохан Сингх объявил о кредитной линии в размере 300 миллионов долларов для содействия возрождению железнодорожного маршрута Эфиопия-Джибути. Однако этот проект достался китайским строительным компаниям из-за задержек с санкционированием финансирования со стороны Индии. Тем не менее, объявленная на саммите схема беспошлинных тарифных преференций, разрешающая импорт из наименее развитых стран в Индию, оказала положительное влияние на двустороннюю торговлю: стоимость эфиопского экспорта в Индию в настоящее время достигла 120 миллионов долларов США. Однако торговый баланс остаётся в пользу Индии. Индия также выделила кредитные линии на сумму 710 миллионов долларов для оказания помощи в электрификации сельских районов и возрождении сахарной промышленности в Эфиопии.

## Техническое сотрудничество
Индия согласилась сотрудничать с Эфиопией в сельскохозяйственном секторе для развития мясной и молочной отраслей. Для наращивания кадрового потенциала Индия обучает эфиопских дипломатов и торговых переговорщиков в рамках своей Индийской программы технического и экономического сотрудничества. Индийская армия участвует в обучении и разработке руководства для эфиопской армии. Проект Панафриканской электронной сети, который Индия предприняла для связи африканских стран друг с другом и с Индией, был впервые запущен на пилотной основе в Эфиопии в 2007 году.